# Milonga (film)
Milonga è un film italiano del 1999 diretto da Emidio Greco.

## Trama
In una delle piazze centrali di Roma, piazza Barberini, viene ucciso, in pieno giorno, il divo della televisione Aldo Ruggeri. 
Il commissario, accompagnato dall'agente Ginevra Scapuzzo, arriva sul posto per avviare le indagini. 
Dopo varie vicissitudini il commissario, grazie a un tango ascoltato alla radio, riesce a collegare i fatti scoprendo gli assassini: recatosi nella balera Escopazzo,  dove sta avvenendo la gara di tango, trova i due killer, un uomo e una donna. 
Quando la musica finisce, in uno scontro a fuoco, il commissario uccide l'uomo mentre la ragazza riesce a scappare.

## Distribuzione
Il film è approdato in TV dapprima su Rai 3 e poi su Rete 4, in seconda serata.

## Riconoscimenti
- 1999 – Globo d'oro
  - Miglior attore per Giancarlo Giannini[2]

## Colonna sonora
Il brano che accompagna i titoli di coda, L'amore promesso (autori: Emidio Greco e Luis Bacalov),
è cantato da Barbara Eramo.